# 田島義士
田島 義士（たじま よしお、1888年（明治21年）12月12日 - 没年不詳）は、日本の内務官僚。

## 経歴
山口県出身。1914年（大正3年）、東京帝国大学法科大学独法科を卒業し、高等文官試験に合格した。福岡県属、同警視、同理事官、千葉県理事官、静岡県事務官、埼玉県書記官・学務部長、新潟県書記官・学務部長、兵庫県書記官・学務部長、神奈川県書記官・学務部長、富山県書記官・内務部長、岐阜県書記官・総務部長を歴任。1936年（昭和11年）、鹿児島県書記官・総務部長となり、翌年に退官した。
1941年（昭和16年）から横浜市助役を務めた。

## 家族
- 妻・梅 ‐ 北海道拓殖銀行重役・馬島渡の長女。祖父の馬島譲は市立函館病院の初代院長。[4]
- 相婿・青木楠男 ‐ 内務省土木局技師。青木戒三の弟[4]